# Cuisine de Francfort

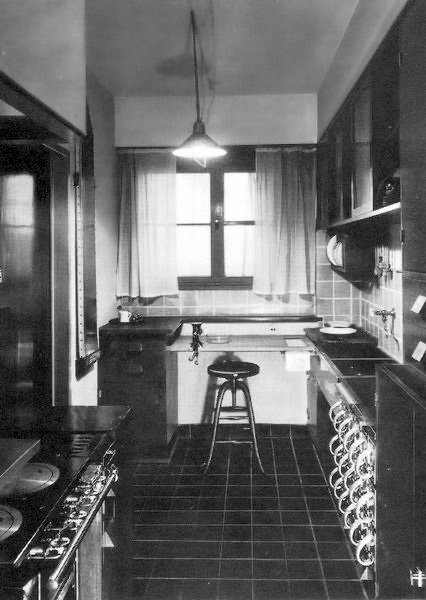
La cuisine de Francfort (vue depuis l'entrée)

La cuisine de Francfort (en allemand : Frankfurter Küche) fut un jalon de l'architecture domestique, considérée comme la pionnière des cuisines équipées modernes parce que, pour la première fois, une cuisine était conçue suivant un concept global, dessinée pour rendre efficaces les tâches ménagères, tout en étant bon marché. Elle fut conçue en 1926 par l'architecte autrichienne Margarete Schütte-Lihotzky pour le projet d'habitat social Römerstadt à Francfort-sur-le-Main, édifié par l'architecte Ernst May. Quelque 10 000 unités de cette cuisine furent construites à la fin des années 1920 à Francfort.

## Motifs et influences
Les villes allemandes après la Première Guerre mondiale souffraient de pénurie de logements. Différents projets d'habitat social furent réalisés dans les années 1920 pour augmenter le nombre d'appartements à louer. Ces projets à grande échelle ont procuré des appartements abordables pour un grand nombre de familles ouvrières typiques, mais furent soumis à des contraintes budgétaires serrées. En conséquence les appartements étaient confortables mais pas très spacieux. C'est la raison pour laquelle les architectes cherchèrent à réduire les coûts en ne concevant qu'un seul plan pour un grand nombre d'appartements.
La cuisine conçue par Margarete Schütte-Lihotzky pour le Römerstadt avait à résoudre le problème de l'aménagement de beaucoup de cuisines sans leur accorder trop d'espace par rapport à la totalité de la surface des appartements. Ses plans s'éloignaient de la cuisine-séjour habituelle. Le foyer typique ouvrier comprenait deux pièces, la cuisine servant alors à plusieurs fonctions : en plus de faire le repas, on y dînait, on y vivait, on s'y lavait, et parfois même on y dormait, tandis que la seconde pièce servait de « pièce de réception » pour les occasions spéciales comme les rares repas du dimanche. Tout au contraire, la cuisine de Schütte-Lihotzky était une petite pièce séparée, connectée au séjour par une porte coulissante. Ainsi les fonctions spécifiquement liées au travail (faire la cuisine, etc.) étaient séparées de celles liées à la vie et au repos, en cohérence avec sa philosophie de vie :
« Erstens besteht es in Arbeit, und zweitens in Ausruhen, Gesellschaft, Genuß. »
« D'abord il y a le travail, ensuite il y a le repos, les rapports sociaux et les plaisirs. »
— Margarethe Schütte-Lihotzky dans Schlesisches Heim, août 1921
Le design de Schütte-Lihotzky fut fortement influencé par les idées du taylorisme alors en vogue au début du XXe siècle. Initiée par Catharine Beecher au milieu du XIXe siècle et renforcée par les publications en Amérique de Christine Frederick dans les années 1910, la tendance émergente appelant à considérer le travail domestique en tant que vraie profession eut comme conséquence logique de voir l'optimisation industrielle poussée par le taylorisme se répandre dans la sphère domestique. Les écrits de Frederick, The New Housekeeping, qui en appelaient à la rationalisation des tâches ménagères selon une approche tayloriste, ont été traduits en allemand sous le titre Die rationelle Haushaltsfürung (la gestion budgétaire rationnelle) en 1922. En France, Paulette Bernège fut une pionnière de l'application des principes scientifiques à l'étude des arts ménagers. Les idées de Frederick furent bien reçues en Allemagne et en Autriche et formèrent la base du travail de l'architecte allemande Erna Meyer et jouèrent aussi un rôle dans le design de Schütte-Lihotzky pour la cuisine de Francfort. Celle-ci étudia les gestes et déplacements de la ménagère pour déterminer combien de temps chaque phase durait, re-dessina et optimisa le déroulement des tâches, et fit les plans de sa cuisine en fonction de celles-ci. Améliorer l'ergonomie et la rationalisation de la cuisine était primordial pour elle : 
Das Problem, die Arbeit der Hausfrau rationeller zu gestalten, ist fast für alle Schichten der Bevölkerung von gleicher Wichtigkeit. Sowohl die Frauen des Mittelstandes, die vielfach ohne irgendwelche Hilfe im Haus wirtschaften, als auch Frauen des Arbeiterstandes, die häufig noch anderer Berufsarbeit nachgehen müssen, sind so überlastet, daß ihre Überarbeitung auf die Dauer nicht ohne Folgen für die gesamte Volksgesundheit bleiben kann.
Le problème de la rationalisation du travail de la ménagère a la même importance dans toutes les couches de la société. Les femmes de la classe moyenne, travaillant souvent sans aide [sans domestique] chez elles, ainsi que les femmes de la classe ouvrière, ayant souvent un travail en dehors du foyer, sont surchargées au point que leur stress peut entraîner des répercussions sérieuses sur la santé publique au sens large.
— Margarete Schütte-Lihotzky dans Das neue Frankfurt, mai 1926
Cette citation succincte résume les raisons de l'attrait du taylorisme à cette époque. D'un côté, la mode de rationaliser les tâches ménagères était renforcée par l'intention de réduire le temps passé en travail domestique (économiquement parlant) « improductif », donnant ainsi aux femmes la possibilité de travailler en usine. D'un autre côté, les efforts émancipateurs pour améliorer le statut des femmes, aussi chez elles, dans leur foyer, réclamant la rationalisation pour les libérer et leur permettre d'avoir du temps pour elles.
Schütte-Lihotzky était fortement inspirée par les cuisines des wagons-restaurants dont l'espace était extrêmement contraint, et dans lesquelles elle vit l'idéal de la taylorisation : même si elles étaient très petites, dans cette cuisine deux personnes étaient capables de préparer et servir des repas pour à peu près cent couverts, puis laver la vaisselle et ranger les plats.

## Plan de la cuisine
La cuisine de Francfort type était une cuisine laboratoire étroite mesurant 1,9 X 3,4 mètres. L'entrée se faisait par une porte dans le sens de la largeur, avec en face la fenêtre. Le long du côté gauche (par rapport à l'entrée) se trouvait la cuisinière, suivie d'une porte coulissante permettant d'amener les plats vers la salle à manger et le salon. Sur le mur droit il y avait des placards et l'évier, et devant la fenêtre était réservé un espace de travail. Il n'y avait pas de réfrigérateur, mais une table à repasser pliante.
La disposition en longueur de la cuisine n'était pas seulement due aux contraintes d'espace, c'était aussi une disposition voulue dans une tentative de taylorisation et de rationalisation pour minimiser le nombre de pas à faire lorsque l'on s'affairait dans la cuisine. La porte coulissante cherchait aussi à minimiser les distances entre la cuisine et la table dans la pièce adjacente.

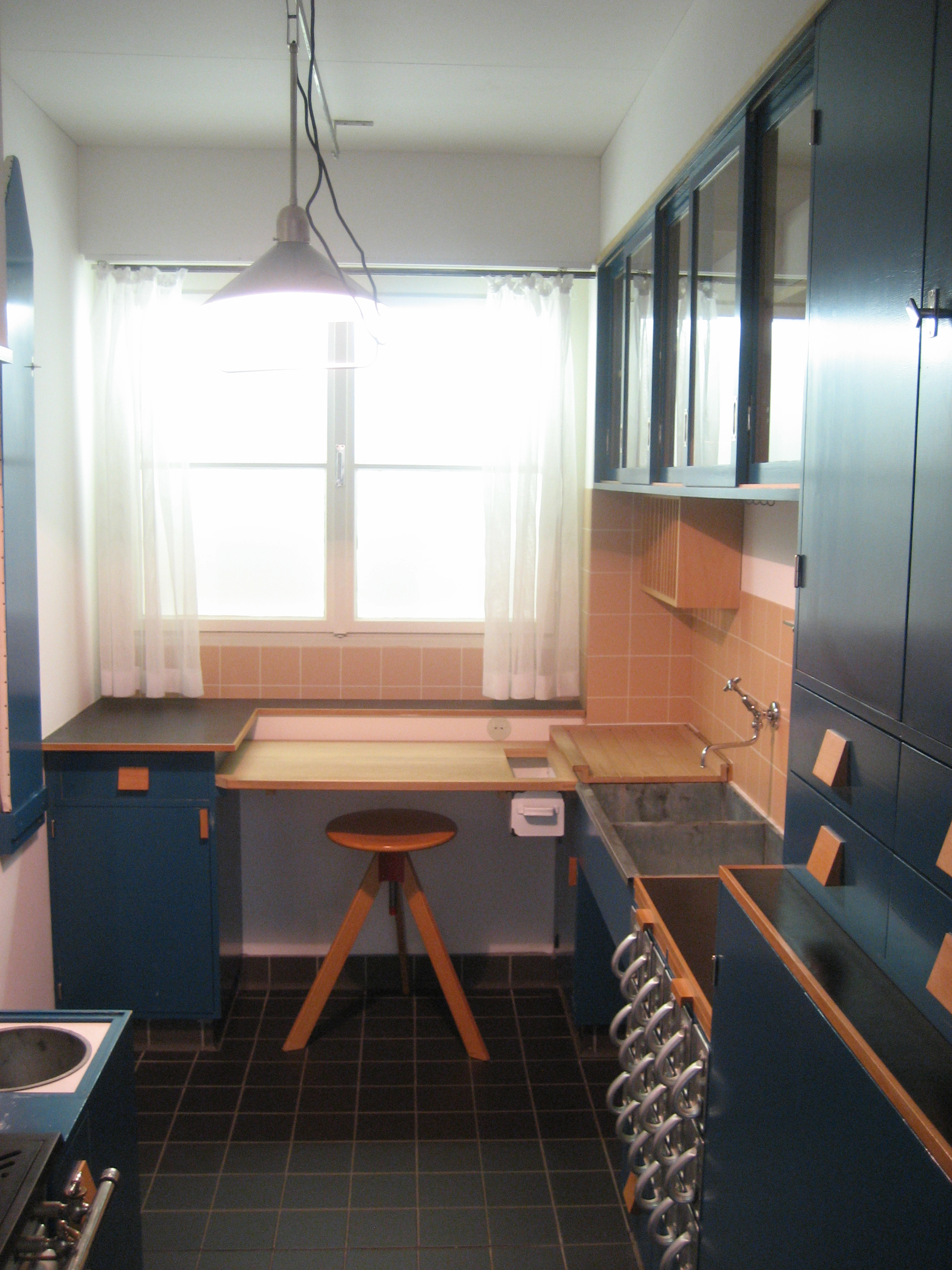
Reconstruction (Vienne)
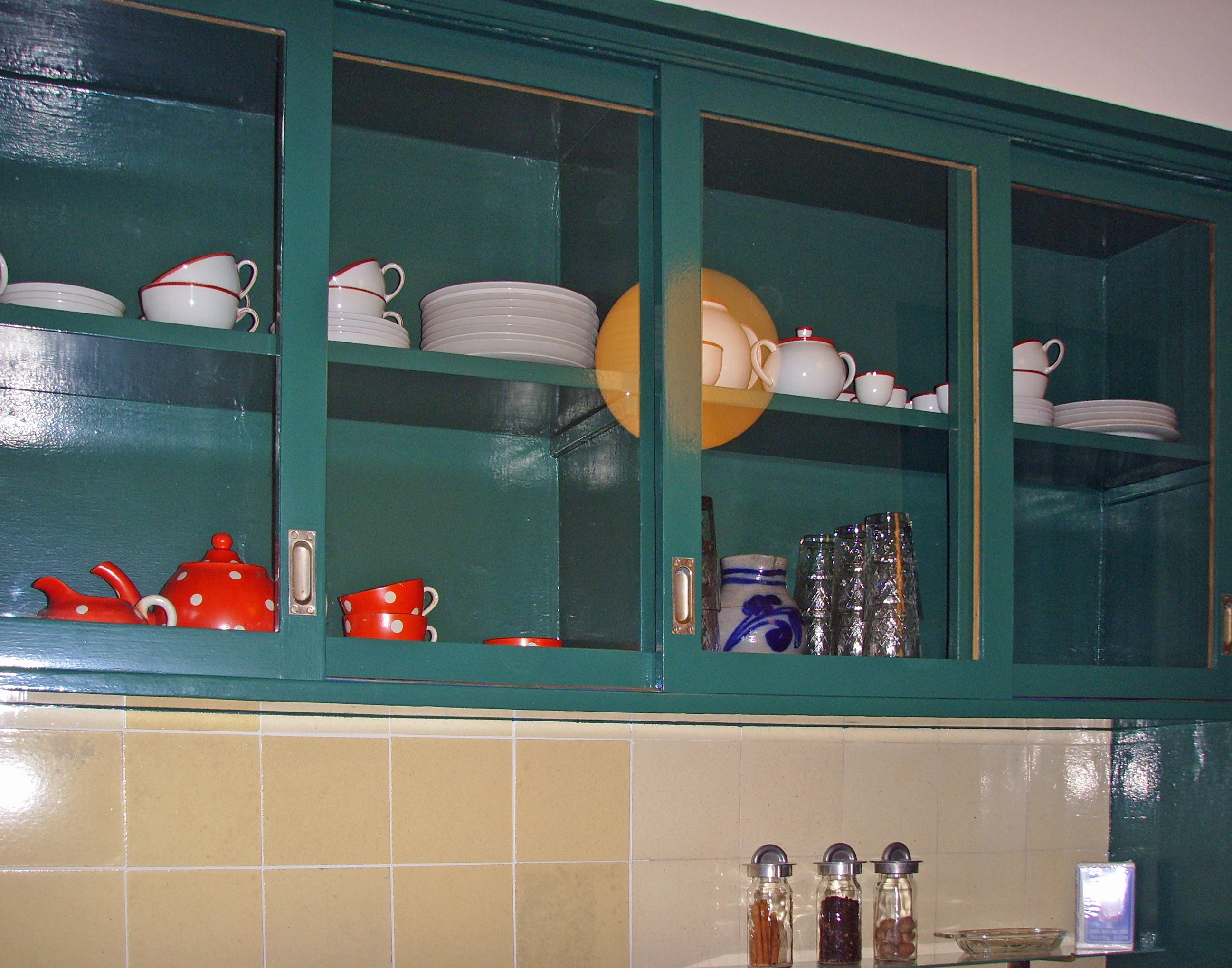
Élément haut
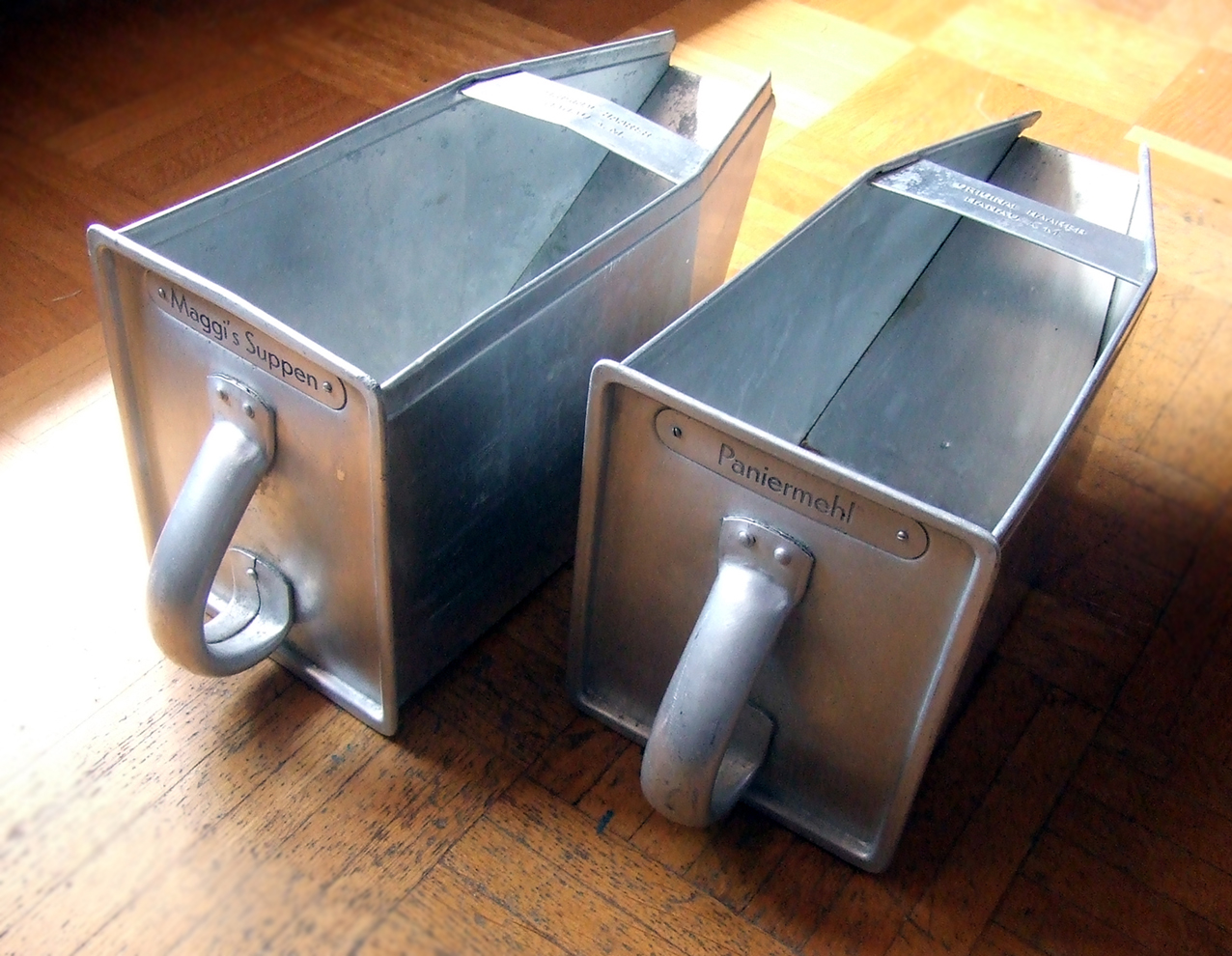
Les tiroirs caractéristiques en aluminium
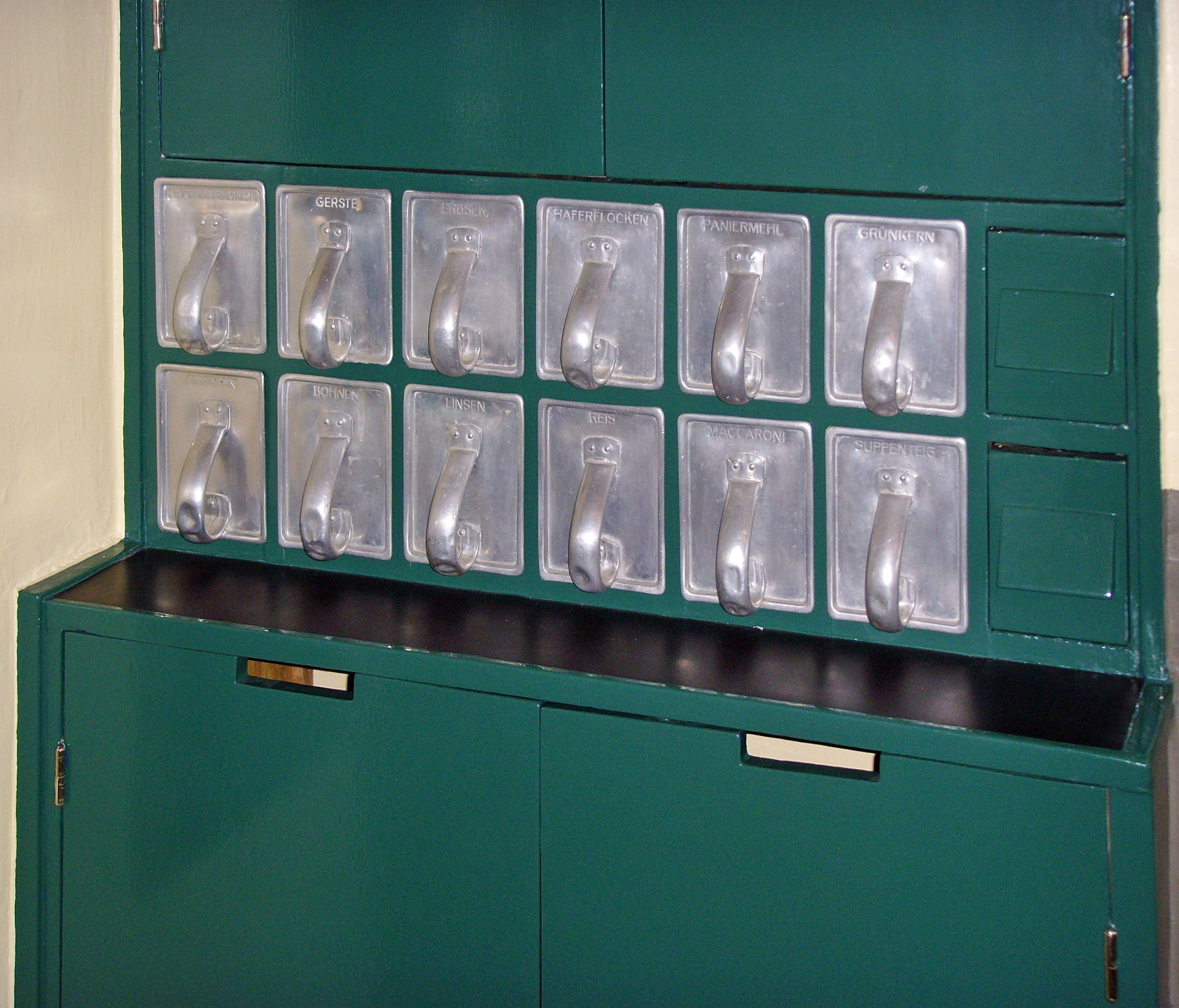
Étagère à ingrédients
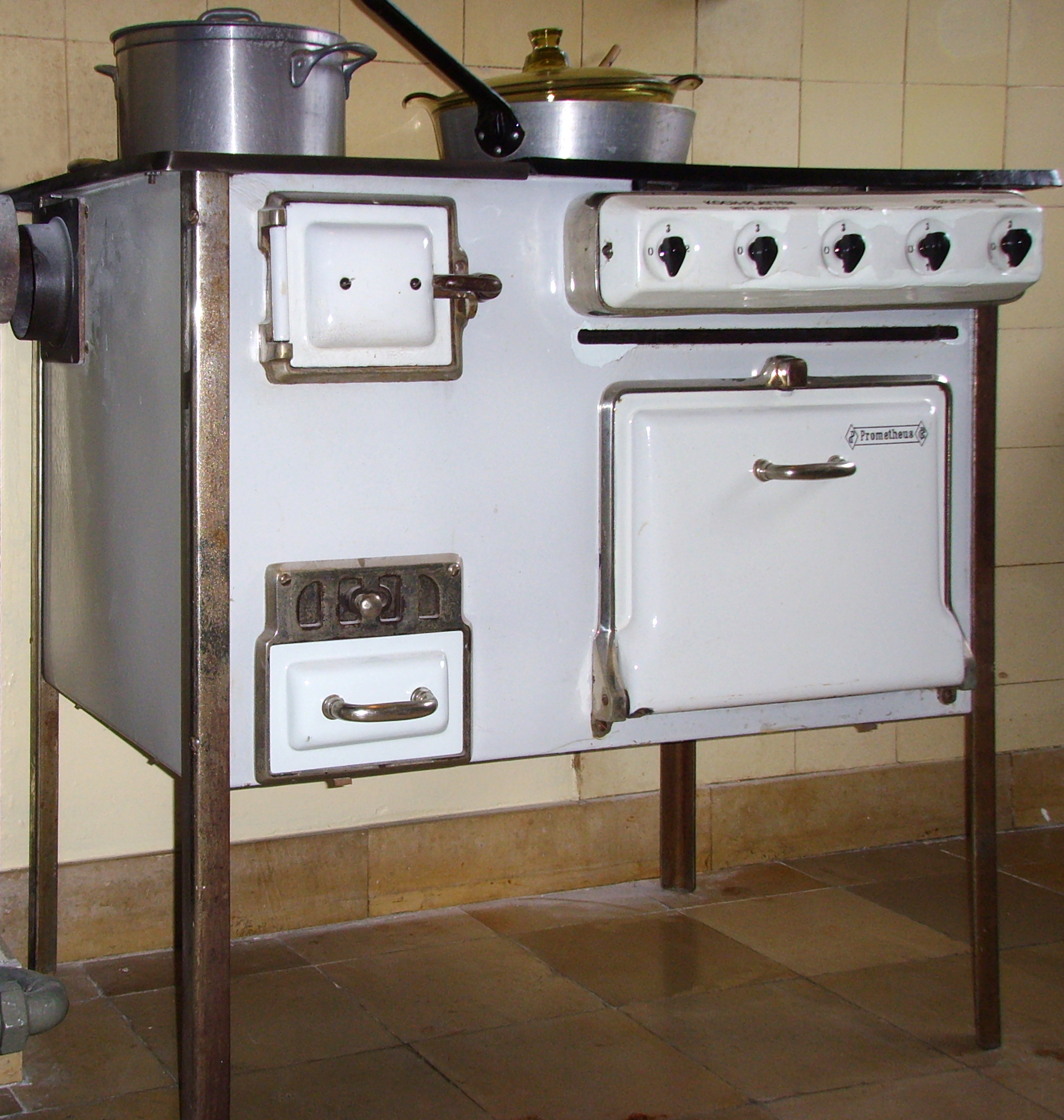
Cuisinière et four
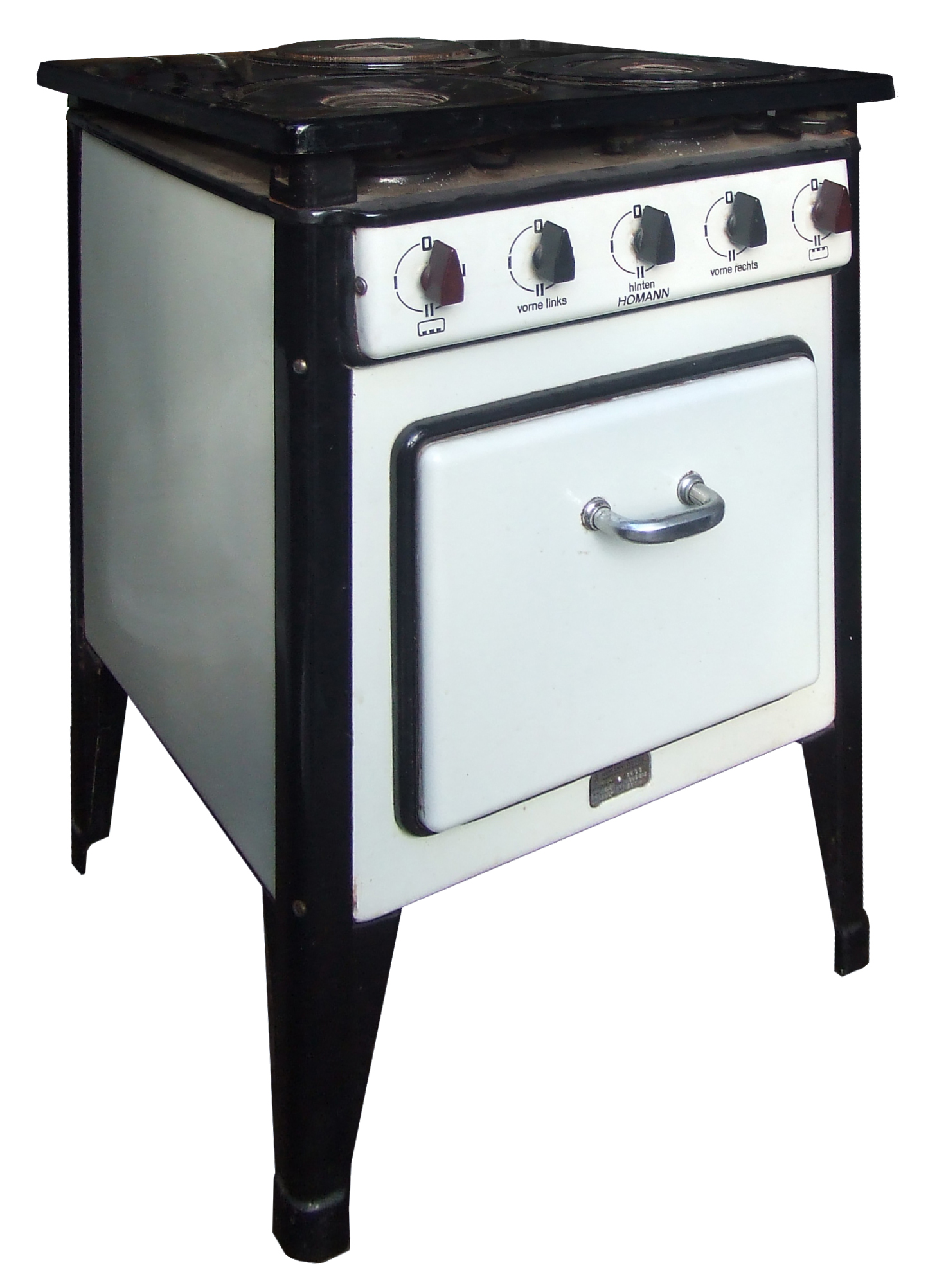
Four

Des bocaux sur lesquels était inscrit le nom des ingrédients auxquels ils étaient dédiés, comme la farine, le sucre, le riz et autres, avaient pour but de garder la cuisine rangée et bien organisée ; la plage de travail avait un « tiroir à ordures » intégré et escamotable, ainsi les restes d'épluchures pouvaient être évacués dedans pendant qu'on cuisinait, puis on retirait le tiroir pour le vider à la fin.
Parce que les éléments de cuisine conventionnels de l'époque ne convenaient ni au travail ménager ni aux espaces étroits, la cuisine de Francfort était installée toute équipée, avec mobilier et électroménager comme la cuisinière, une nouveauté à l'époque en Allemagne. Ce fut la première cuisine équipée. Les tiroirs et portes de placard en bois étaient peints en bleu parce que les chercheurs avaient découvert que les mouches fuyaient les surfaces bleues. Lihotzky utilisa du bois de chêne pour les bocaux à farine parce que cette essence éloigne les vers de la farine, et le hêtre pour le plateau des tables parce qu'il est résistant aux taches, aux acides et au tranchant des couteaux. On pouvait s'asseoir sur des chaises pivotantes montées sur roulettes pour un maximum de flexibilité.

## Réception des usagers
10 000 unités des cuisines de Francfort conçues par Schütte-Lihotzky furent installées à Francfort, et comme tel ce fut un succès commercial. Le coût d'une seule cuisine, toute équipée, était abordable (quelques centaines de reichsmarks) ; le coût était mis sur le loyer (ce qui l'augmentait de un reichmark par mois).
Cependant les usagers de cette cuisine avaient souvent quelques difficultés avec. Peu habitués au design ergonomique de Schütte-Lihotzky pour lequel la cuisine avait été optimisée, ils ne surent souvent pas comment s'en servir. La cuisine fut souvent décrite comme pas assez flexible ; les boîtes de rangements spécifiques à un produit furent souvent utilisées pour un autre, donc l'inscription sur la boîte ne correspondait plus. Un autre problème avec ces boîtes était que les petits enfants pouvaient facilement les atteindre. Schütte-Lihotzky avait conçu la cuisine seulement pour un adulte, un enfant ou deux adultes en même temps venait démolir sa belle ordonnance. En fait elle était trop petite pour que deux adultes s'y affairent en même temps. Une seule personne était même souvent entravée par les portes de placard restées ouvertes.
La critique de l'époque se concentrait plutôt sur des aspects techniques. Cependant la cuisine de Francfort devint un modèle pour une cuisine laboratoire moderne. La petite cuisine laboratoire rationalisée allait devenir tout au long du XXe siècle un standard des appartements de location à travers l'Europe.
Les aspects sociologiques de la « cuisine laboratoire » furent critiqués bien plus tard, dans les années 1970 et 1980, quand les critiques féministes trouvèrent que les intentions émancipatrices qui avaient en partie motivé le développement de la cuisine laboratoire s'étaient retournées contre elles : précisément à cause de la rationalité spécialisatrice et de la petitesse de ces cuisines impliquant qu'une seule personne puisse y cuisiner avec aisance, les femmes au foyer tendaient à être tenues isolées du reste de la vie domestique. Ce qui avait été impulsé au début comme une tentative d'émancipation (quoique tous les protagonistes comme Beecher, Frederick ou Meyer, avaient déjà implicitement reconnu que la cuisine était le domaine exclusif des femmes) pour professionnaliser et réévaluer le travail domestique était maintenant vu comme un confinement de la femme dans sa cuisine.

## Variations et développements
Schütte-Lihotzky ne dessina pas seulement « la » cuisine de Francfort ; elle en a en fait dessiné trois variations différentes. Le Type 1, celui décrit ci-dessus, fut le plus commun et meilleur marché. Elle a aussi dessiné les cuisines Type 2 et Type 3 à partir du même concept mais elles étaient plus larges, avaient des tables et étaient suffisamment spacieuses pour accueillir l'aide d'une ou même deux autres personnes autour des fourneaux. Ces deux types développés plus tard n'ont cependant pas eu le même impact que son modèle de Type 1.
Erna Meyer réagit aux critiques de la cuisine de Francfort avec sa cuisine de Stuttgart, présentée en 1927. Elle était légèrement plus large, avait une plus grande surface au sol et était constituée d'unités de mobilier pour essayer de la rendre adaptable à la fois aux besoins futurs des usagers et aux différentes configurations spatiales des pièces dédiées à la cuisine.